# Уайнбергер, Каспар
Ка́спар Уи́ллард «Кэп» Уа́йнбергер (англ. Caspar Willard "Cap" Weinberger; 18 августа 1917, Сан-Франциско, Калифорния, США — 28 марта 2006, Бангор, Мэн, США) — американский политический деятель, республиканец, министр обороны США в 1981—1987 годах (администрация Рональда Рейгана). Один из членов администрации Рональда Рейгана, замешанных в скандале Иран-контрас. Вице-президент и генеральный советник корпорации Bechtel.

## Биография
Родился в семье юриста, потомка крещеных евреев из Богемии и скрипачки, чьи предки переселились в США из Англии. Всю жизнь был прихожанином епископальной церкви. Окончил Гарвардский университет.
В 1941—1945 служил в армии.
Уайнбергер начал свою политическую карьеру в родном штате Калифорния, где в 1953—1959 был членом законодательного органа штата.
Избранный в 1966 губернатором Калифорнии Р. Рейган назначил Уайнбергера в аппарат губернатора, где он настойчиво проводил в жизнь планы Рейгана по сокращению бюджетных расходов.
1969 году был назначен президентом Ричардом Никсоном председателем Федеральной комиссии по торговле, затем директором Административно-бюджетного управления (1970—1973). Именно в этот период Уайнбергера прозвали Кэп-нож — за жёсткость решений по урезанию бюджетных расходов.
В 1973—1975 гг. был министром образования и здравоохранения США, назначен Никсоном, остался на посту при Джеральде Форде.
Будучи министром обороны США, был сторонником увеличения военного бюджета страны и одним из инициаторов программы Стратегической оборонной инициативы.
После начала скандала «Иран-контрас» был вынужден уйти в отставку. Ему было предъявлено обвинение в лжесвидетельстве и препятствовании правосудию, однако он был помилован президентом Джорджем Бушем в 1992 году.
После отставки Уайнбергер не занимал политические посты. Умер в 88-летнем возрасте от пневмонии.

## Награды
- Памятный знак за личный вклад в развитие трансатлантических отношений Литвы и по случаю приглашения Литовской Республики в НАТО (12 февраля 2003 года, Литва)[4]